# Alajos Keserű
Alajos Keserű, född 8 mars 1905 i Budapest, död 3 maj 1965 i Budapest, var en ungersk vattenpolospelare.
Keserű blev olympisk guldmedaljör i vattenpolo vid sommarspelen 1932 i Los Angeles.